# كارولين كينارد
كارولين كينارد (بالإنجليزية: Caroline Kennard)‏ هي عالمة أمريكية، ولدت في 15 يناير 1827 في بورتسموث في الولايات المتحدة، وتوفيت في 24 أكتوبر 1907.